# Oxychilus maceanus
Oxychilus maceanus is een slakkensoort uit de familie van de Oxychilidae. De wetenschappelijke naam van de soort is voor het eerst geldig gepubliceerd in 1869 door Bourguignat.